# La padrina
Pour plus de détails, voir Fiche technique et Distribution.
La padrina, parfois connu sous son titre anglais Lady Dynamite, est un film de mafieux italien réalisé par Giuseppe Vari et sorti en 1980.

## Synopsis
À New York, le jour de son dixième anniversaire de mariage, un parrain de la mafia est assassiné. Mais avant de mourir, il parvient à révéler à sa femme Donna Costanza le nom de son assassin, Giarratana da Palermo, un homme politique italien très puissant. Donna Costanza décide d'aller à Palerme pour se venger. 

## Fiche technique
- Titre original italien : La padrina[1]
- Titre français : La padrina ou Lady Dynamite[2]
- Réalisation : Giuseppe Vari (sous le nom de « Al Pisani »)
- Scenario : Aldo Crudo (it), Gastone Ramazzotti, Giuseppe Vari
- Photographie :	Carlo Cerchio
- Montage : Manlio Camastro
- Musique : Mario Bertolazzi (it)
- Décors : Danilo Zanetti
- Costumes : Lilly Zanetti
- Maquillage : Fabrizio Sforza
- Société de production : Cine Domus 2000
- Pays de production :  Italie
- Langue originale : Italien
- Format : Couleurs - Son mono - 35 mm
- Durée : 100 minutes
- Genre : Film de gangsters
- Dates de sortie :
  - Italie : 23 mars 1973

## Distribution
- Lydia Alfonsi : donna Costanza Cavallo
- Venantino Venantini : Tommaso Russo
- Anthony Steffen : Nico Barresi
- Mario Danieli : Saro Giarratana
- Carlo Gaddi : l'homme de main de Russo
- Maurice Poli : Tony
- Luigi Antonio Guerra :
- Manfred Freyberger : Nino
- Giangiacomo Elia : Raf
- Amedeo Mangiù :
- Orchidea De Santis : Marisa
- Renzo Rinaldi : Salvatore Catanese
- Umberto Raho : Vito Spezzino

## Production
Le film a été tourné à Syracuse ; parmi les décors, le village balnéaire de Fontane Bianche (it) et la Villa Messina dans le district de Bibinello.